# AJYMフィルム
AJYMフィルム（アジム・フィルム、AJYM Films）は、かつて存在したフランスの映画製作会社。映画監督クロード・シャブロルの会社であり、初期ヌーヴェルヴァーグの作品群を本格的に生み出したことで知られる。

## 概要・来歴
- 1952年6月にシャブロルは最初の結婚をした。その後、妻アニエスの祖母の巨額の遺産（夫婦で総額6万4,000ドル）を相続し、この潤沢な資金で1956年に設立したのが同社である。AJYMとは、シャブロルの妻の名「アニエス Agnès」、息子たちの名「ジャン＝イヴ Jean-Yves」と「マチュー Mathieu」の頭文字を並べたものである。

- 同社の記念すべき第一回作品は、ジャック・リヴェットの短編監督作『王手飛車取り』。ヴィルジニー・ヴィトリ、ジャック・ドニオル＝ヴァルクローズとジャン＝クロード・ブリアリが主演し、シャブロルがリヴェットと共同で脚本を書いてプロデュースもし、ジャン＝マリー・ストローブが助監督、そしてシャブロル、リヴェット、ジャン＝リュック・ゴダール、フランソワ・トリュフォーが出演もしている作品である。ラッシュを観たプロデューサーのピエール・ブロンベルジェが編集・ダビング等のポストプロダクション費用の負担を約束した。35ミリフィルムで撮られた本作はヌーヴェルヴァーグの作家たちにとって、従来の16ミリでの短編とは違い、初めてのプロフェッショナルな作品と呼べるものであった。

- 次にシャブロルは、2本の劇映画をつくる決断をする。脚本を書き、より低予算で仕上がる方を先に製作することにした。それが自らの監督デビュー作『美しきセルジュ』であった。1957年12月 - 1958年2月に撮られたこの作品は、製作予算をややオーヴァーしてしまったが、同年のカンヌ国際映画祭のコンペ外で上映され、プリセールスで収入を得た。その資金で2作目『いとこ同志』を製作した。『美しきセルジュ』は、トリュフォーの義父が経営するコシノールの配給で、1959年1月10日封切られ、13週間のファーストランで好成績をあげたが、つづく同年3月11日公開の『いとこ同志』は、もっと大規模な劇場チェーンで封切られ、14週間のファーストランで前作の4倍の興行収入をあげる大ヒットとなった。とくに、二作目は、第9回ベルリン国際映画祭で金熊賞をも受賞し、主演したブリアリとジェラール・ブランを新しいスター俳優に変えた。

- このヒットの資金は、エリック・ロメールの処女長編『獅子座』の製作費に当てられ、1959年夏のパリで撮影されることになる。ちなみにシャブロルの遺産のエピソードが本作のストーリーには盛り込まれている。

- 1960年、トリュフォーの会社レ・フィルム・デュ・キャロッスとの共同製作で、リヴェットの処女長編『パリはわれらのもの』を製作・公開。本作にはシャブロルもリヴェットもゴダールもジャック・ドゥミまでもが出演し、トリュフォーは『突然炎のごとく』の劇中でジャンヌ・モローにこの作品のタイトルを叫ばせている。当時のヌーヴェルヴァーグの熱狂のなかにシャブロルはいた。

- 続いて、同社は、シャブロルのデビュー作からの、そしてトリュフォーの『大人は判ってくれない』の助監督であったフィリップ・ド・ブロカを監督デビューさせた。

## フィルモグラフィー
- 『王手飛車取り』 Le Coup du berger、監督ジャック・リヴェット、短編
- 『美しきセルジュ』 Le Beau Serge、監督クロード・シャブロル - ジャン・ヴィゴ賞受賞
- 『いとこ同志』 Les Cousins、監督クロード・シャブロル
- 『獅子座』 Le Signe du lion、監督エリック・ロメール
- 『パリはわれらのもの』 Paris nous apprtient、監督ジャック・リヴェット
- Le Farceur、監督フィリップ・ド・ブロカ
- Les Jeux de l'amour、監督フィリップ・ド・ブロカ